# Belpasso
Belpasso település Olaszországban, Szicília régióban, Catania megyében. Lakosainak száma 27 977 fő (2023. január 1.). Belpasso Camporotondo Etneo, Catania, Lentini, Mascalucia, Motta Sant’Anastasia, Nicolosi, Paternò, Ragalna, Ramacca, San Pietro Clarenza, Adrano, Biancavilla, Bronte, Castiglione di Sicilia, Maletto, Misterbianco, Randazzo, Sant’Alfio és Zafferana Etnea községekkel határos.

## Népesség
A település népességének változása:
| Lakosok száma | 28 081 | 28 126 | 27 977 |
|               | 2017   | 2018   | 2023   |